# Baltische Fußballmeisterschaft 1911/12
Die baltische Fußballmeisterschaft 1911/12 des Baltischen Rasen- und Wintersport-Verbandes gewann der BuEV Danzig durch ein 3:2-Sieg im Finale gegen den VfB Königsberg. Dies war der erste Gewinn der baltischen Fußballmeisterschaft für die Danziger, die sich dadurch für die deutsche Fußballmeisterschaft 1911/12 qualifizierten. Dort schieden die Danziger bereits im Viertelfinale nach einer deutlichen 0:7-Niederlage auf dem Heinrich-Ehlers-Platz gegen den Berliner TuFC Viktoria 89 aus. Es war das einzige Mal, dass ein Verein aus Danzig den baltischen Fußballmeistertitel erringen konnte.

## Modus und Übersicht
Die Vereine im Baltischen Rasen- und Wintersport-Verband waren in der Saison 1911/12 in 10 regionale Bezirksklassen eingeteilt, deren jeweilige Meister für die Endrunde um die baltische Fußballmeisterschaft qualifiziert waren.
| Bezirk                | Bezirksmeister        |
| --------------------- | --------------------- |
| Königsberg            | VfB Königsberg        |
| Tilsit/Memel          | SC Lituania Tilsit    |
| Insterburg/Gumbinnen  | SC Preußen Insterburg |
| Rastenburg/Lyck       | kein Spielbetrieb     |
| Allenstein/Osterode   | SV Allenstein         |
| Elbing                | Elbinger SV           |
| Graudenz              | Seminar SV Thorn      |
| Danzig                | BuEV Danzig           |
| Stolp/Köslin          | Viktoria Stolp        |
| Bromberg/Schneidemühl | kein Meister gemeldet |

## Bezirk I Königsberg
| Pl.                                                                                              | Verein                        | Sp. | S | U | N | Tore    | Quote | Punkte |
| ------------------------------------------------------------------------------------------------ | ----------------------------- | --- | - | - | - | ------- | ----- | ------ |
| 1.                                                                                               | VfB Königsberg (M)            | 6   | 5 | 1 | 0 | 024:400 | 6,00  | 11:10  |
| 2.                                                                                               | SV Prussia-Samland Königsberg | 6   | 4 | 0 | 2 | 025:140 | 1,79  | 08:40  |
| 3.                                                                                               | ASC Königsberg                | 6   | 2 | 1 | 3 | 013:180 | 0,72  | 05:70  |
| 4.                                                                                               | RSV Ostmark Königsberg a      | 6   | 0 | 0 | 6 | 010:380 | 0,26  | 0:12   |
| Stand: Saisonende, Quelle: Udo Luy: Fußball in Ostpreussen, Danzig und Westpreussen 1900 – 1914. |                               |     |   |   |   |         |       |        |

| (M) | Titelverteidiger Bezirk I |

## Bezirk II Tilsit/Memel
Aus dem Bezirk II ist der Sieger, SC Lituania Tilsit überliefert. Weitere überlieferte Teilnehmer waren der MTV Memel und der MTV Tilsit.

## Bezirk III Insterburg/Gumbinnen
Aus dem Bezirk III ist nur der Sieger, SC Preußen Insterburg, überliefert.

## Bezirk IV Rastenburg/Lyck
In der Spielzeit 1911/12 fand in dem Bezirk IV kein Spielbetrieb statt.

## Bezirk V Allenstein/Osterode
Aus dem Bezirk V ist nur der Sieger, SV Allenstein, überliefert.

## Bezirk VI Elbing
| Pl.                                                                                             | Verein                 | Sp. | S | U | N | Tore    | Quote | Punkte |
| ----------------------------------------------------------------------------------------------- | ---------------------- | --- | - | - | - | ------- | ----- | ------ |
| 1.                                                                                              | Elbinger SV            | 3   | 1 | 2 | 0 | 005:300 | 1,67  | 04:20  |
| 2.                                                                                              | Seminar Sp.Abt. Elbing | 3   | 1 | 2 | 0 | 009:300 | 3,00  | 04:20  |
| 3.                                                                                              | SV Viktoria Elbing (M) | 2   | 0 | 1 | 1 | 003:500 | 0,60  | 01:30  |
| 4.                                                                                              | SC Hansa Elbing        | 2   | 0 | 1 | 1 | 003:900 | 0,33  | 01:30  |
| Stand: unbekannt, Quelle: Udo Luy: Fußball in Ostpreussen, Danzig und Westpreussen 1900 – 1914. |                        |     |   |   |   |         |       |        |

| (M) | Titelverteidiger Bezirk VII |

## Bezirk VII Graudenz
Die Meisterschaft im Bezirk VII wurde als Pokalrunde ausgetragen.
Vorrunde:
| Datum                            |                  | Ergebnis |                 |
| -------------------------------- | ---------------- | -------- | --------------- |
| 18. Februar 1912                 | Seminar SV Thorn | 4:3      | SV Marienwerder |
| SC Graudenz erhielt ein Freilos. |                  |          |                 |

 Endspiel Meisterschaft:
| Datum        |                  | Ergebnis |             |
| ------------ | ---------------- | -------- | ----------- |
| 3. März 1912 | Seminar SV Thorn | -:-      | SC Graudenz |

Das Meisterschaftsspiel wurde wegen „vorgekommener Unregelmäßigkeiten“ für ungültig erklärt und zuerst beschlossen, ein Wiederholungsspiel anzusetzen. Diese Entscheidung wurde einige Tage später mit der Begründung, dass keine Zeit mehr für ein weiteres Spiel sei, aufgehoben und der Seminar SV Thorn als Teilnehmer zur baltischen Fußballendrunde bestimmt. Später wurde das Spiel doch wiederholt.
1. Wiederholungsspiel:
| Datum         |                  | Ergebnis |             |
| ------------- | ---------------- | -------- | ----------- |
| 30. Juni 1912 | Seminar SV Thorn | 3:4      | SC Graudenz |

Dieses Spiel wurde aus unbekannten Gründen erneut annulliert und neu angesetzt.
2. Wiederholungsspiel:
| Datum              |                  | Ergebnis |             | Ort   |
| ------------------ | ---------------- | -------- | ----------- | ----- |
| 15. September 1912 | Seminar SV Thorn | 2:0      | SC Graudenz | Thorn |

## Bezirk VIII Danzig
| Pl.                                                                                             | Verein                               | Sp. | S  | U | N  | Tore    | Quote | Punkte |
| ----------------------------------------------------------------------------------------------- | ------------------------------------ | --- | -- | - | -- | ------- | ----- | ------ |
| 1.                                                                                              | BuEV Danzig                          | 12  | 10 | 1 | 1  | 053:120 | 4,42  | 21:30  |
| 2.                                                                                              | SV Ostmark Danzig (M)                | 12  | 9  | 0 | 3  | 041:150 | 2,73  | 18:60  |
| 3.                                                                                              | TuFC Preußen Danzig (N)              | 12  | 7  | 2 | 3  | 023:180 | 1,28  | 16:80  |
| 4.                                                                                              | BuEV Danzig Ib                       | 12  | 6  | 0 | 6  | 026:250 | 1,04  | 12:12  |
| 5.                                                                                              | Sp. Abt. des Lehrerseminars Danzig b | 12  | 3  | 5 | 4  | 013:260 | 0,50  | 11:13  |
| 6.                                                                                              | ASC Danzig                           | 12  | 2  | 0 | 10 | 020:270 | 0,74  | 04:20  |
| 7.                                                                                              | VfB Danzig                           | 12  | 0  | 2 | 10 | 008:610 | 0,13  | 02:22  |
| Stand: Saisonende, Quelle: DSFS: Fußball im baltischen Sportverband, Teil 1: 1903/04 - 1932/33. |                                      |     |    |   |    |         |       |        |

| (M) | Titelverteidiger Bezirk VIII |
| (N) | Aufsteiger aus der 2. Klasse |

## Bezirk IX Stolp/Lauenburg
| 1.                                                                            | Viktoria Stolp (M)        | 4 | 3 | 1 | 0 | 7:1 |
| 2.                                                                            | Germania Stolp            | 4 | 2 | 1 | 1 | 5:3 |
| 3.                                                                            | I.O.G.T. Stolp            | 4 | 2 | 1 | 1 | 5:3 |
| 4.                                                                            | FC Hohenzollern Lauenburg | 4 | 1 | 1 | 2 | 3:5 |
| 5.                                                                            | SV Pfeil Schlawe          | 4 | 0 | 0 | 4 | 0:8 |
| Quelle: Udo Luy: Fußball in Ostpreussen, Danzig und Westpreussen 1900 – 1914. |                           |   |   |   |   |     |

| (M) | Titelverteidiger Bezirk IX |

## Bezirk X Bromberg/Schneidemühl
Der Bezirk X wurde erst im Frühjahr 1912 gegründet, für diese Spielzeit konnte noch kein Bezirksmeister ermittelt werden.

## Endrunde um die baltische Fußballmeisterschaft
Die Endrunde um die baltische Fußballmeisterschaft wurde in der Saison 1911/12 erneut im K.-o.-System ausgetragen. Qualifiziert waren die Bezirksmeister. Der BuEV Danzig setzte sich durch.

### Viertelfinale
| Datum         |                                                    | Ergebnis   |                                                                | Ort        |
| ------------- | -------------------------------------------------- | ---------- | -------------------------------------------------------------- | ---------- |
| 17. März 1912 | Viktoria Stolp (Sieger Bezirk IX Stolp/Lauenburg)  | 0:7 (0:2)  | BuEV Danzig (Sieger Bezirk VIII Danzig)                        | Stolp      |
| 17. März 1912 | Seminar SV Thorn (Sieger Bezirk VII Graudenz)      | 1:3        | SV Allenstein (Sieger Bezirk V Allenstein/Osterode)            | Thorn      |
| 17. März 1912 | SC Lituania Tilsit (Sieger Bezirk II Tilsit/Memel) | 6:0        | SC Preußen Insterburg (Sieger Bezirk III Insterburg/Gumbinnen) | Tilsit     |
| 17. März 1912 | VfB Königsberg (Sieger Bezirk I Königsberg)        | 10:0 (4:0) | Elbinger SV (Sieger Bezirk VI Elbing)                          | Königsberg |

### Halbfinale
| Datum         |                | Ergebnis  |                    | Ort        |
| ------------- | -------------- | --------- | ------------------ | ---------- |
| 31. März 1912 | VfB Königsberg | 5:0 (3:0) | SC Lituania Tilsit | Königsberg |
| 31. März 1912 | BuEV Danzig    | 9:1 (5:0) | SV Allenstein      | Danzig     |

### Endspiel
| Datum          |             | Ergebnis  |                | Ort    |
| -------------- | ----------- | --------- | -------------- | ------ |
| 14. April 1912 | BuEV Danzig | 3:2 (1:0) | VfB Königsberg | Danzig |